# Verneuil-sur-Vienne
Verneuil-sur-Vienne település Franciaországban, Haute-Vienne megyében. Lakosainak száma 4940 fő (2022. január 1.). Verneuil-sur-Vienne Aixe-sur-Vienne, Isle, Limoges, Saint-Gence, Sainte-Marie-de-Vaux, Saint-Priest-sous-Aixe, Saint-Victurnien, Saint-Yrieix-sous-Aixe és Veyrac községekkel határos.

## Népesség
A település népessége az elmúlt években az alábbi módon változott:
| Lakosok száma | 4637 | 4790 | 5125 | 4889 | 4885 | 4881 | 4886 | 4924 | 4940 |
|               | 2013 | 2015 | 2016 | 2017 | 2018 | 2019 | 2020 | 2021 | 2022 |